# WTA-toernooi van Bari
Het WTA-toernooi van Bari is een jaarlijks terugkerend tennistoernooi voor vrouwen dat wordt georganiseerd in de Italiaanse stad Bari. De officiële naam van het toernooi is Open delle Puglie.
De WTA organiseert het toernooi, dat in de categorie "WTA 125" valt en wordt gespeeld op gravelbanen.
Het toernooi vond voor het eerst plaats in 2022. De Oostenrijkse Julia Grabher was de eerste titelwinnares. De Nederlandse Eva Vedder bereikte de finale in het dubbelspel.
Na twee jaren in september werd het toernooi in 2024 verplaatst naar juni.

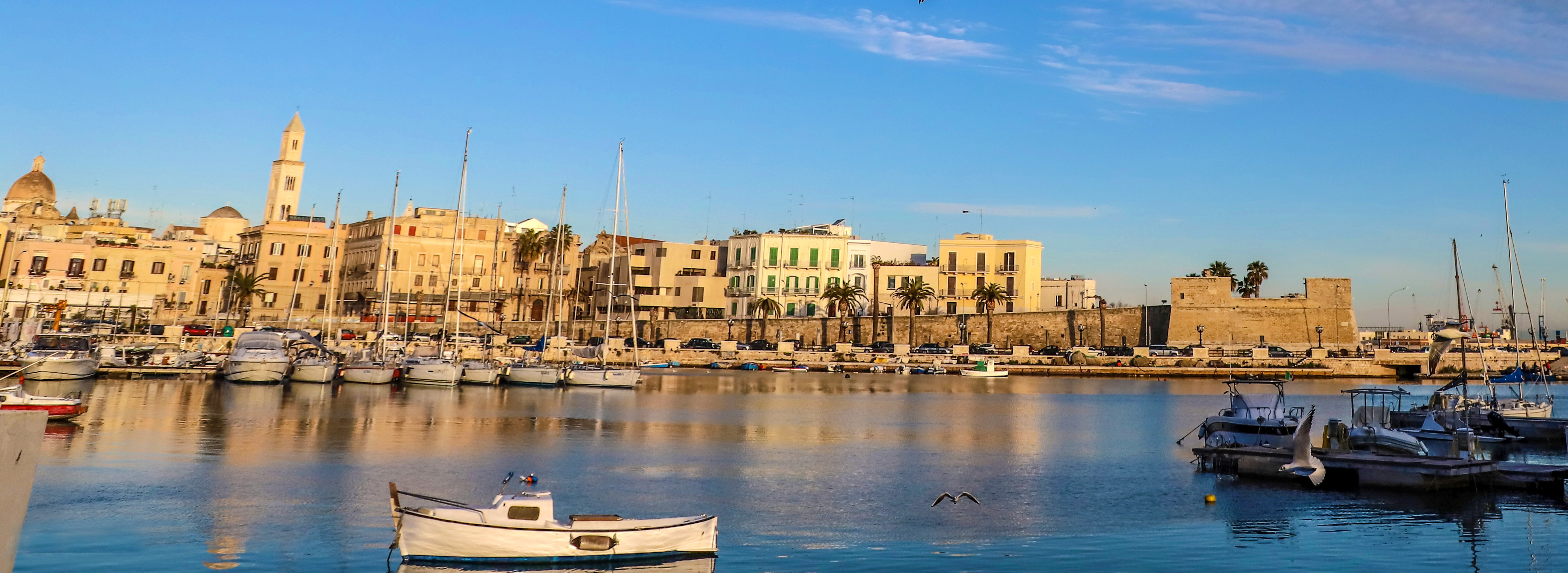
Aanzicht van Bari

## Finales

### Enkelspel
| Datum      | Naam              | Cat.    | ($)     | Ondergrond | Winnares        | Verliezend finaliste | Uitslag       |         |
| ---------- | ----------------- | ------- | ------- | ---------- | --------------- | -------------------- | ------------- | ------- |
| 2022-09-05 | Open delle Puglie | WTA 125 | 115.000 | gravel     | Julia Grabher   | Nuria Brancaccio     | 6-4, 6-2      | details |
| 2023-09-04 | Open delle Puglie | WTA 125 | 115.000 | gravel     | Tamara Zidanšek | Rebecca Šramková     | 3-6, 7-5, 6-1 | details |
| 2024-06-03 | Open delle Puglie | WTA 125 | 115.000 | gravel     | Anca Todoni     | Panna Udvardy        | 6-4, 6-0      | details |

### Dubbelspel
| Datum      | Naam              | Cat.    | ($)     | Ondergrond | Winnaressen                           | Verliezend finalistes                       | Uitslag  |         |
| ---------- | ----------------- | ------- | ------- | ---------- | ------------------------------------- | ------------------------------------------- | -------- | ------- |
| 2022-09-05 | Open delle Puglie | WTA 125 | 115.000 | gravel     | Elisabetta Cocciaretto Olga Danilović | Andrea Gámiz Eva Vedder                     | 6-2, 6-3 | details |
| 2023-09-04 | Open delle Puglie | WTA 125 | 115.000 | gravel     | Katarzyna Kawa Anna Sisková           | Valentini Grammatikopoulou Elixane Lechemia | 6-1, 6-2 | details |
| 2024-06-03 | Open delle Puglie | WTA 125 | 115.000 | gravel     | Anna Danilina Irina Chromatsjova      | Angelica Moratelli Renata Zarazúa           | 6-1, 6-3 | details |

2022 · 2023 · 2024
ITF-toernooien (mannen en vrouwen)

ATP-toernooien (mannen) – ATP-seizoen 2025

WTA-toernooien (vrouwen) – WTA-seizoen 2025

Voormalige toernooien mannen
Voormalige toernooien vrouwen
Voormalige amateurtoernooien